# Марк Стронг
Марк Стронг (енгл. Mark Strong; 5. август 1963) британски је филмски и телевизијски глумац.
Познат је по улогама у филмовима Рокенрола, Круг лажи, Сиријана, Млада Викторија, Звездана прашина, Шерлок Холмс, Крпар, кројач, солдат, шпијун, 00:30 – Тајна операција, Робин Худ и Џон Картер - Између два света.